# Raccolta Vinciana
La Raccolta Vinciana è un'istituzione fondata nel 1905 che si occupa di costituire un permanente e proficuo legame fra i cultori di Leonardo da Vinci, rendendo disponibile il materiale a studiosi di tutto il mondo.

## Origine
Il 25 dicembre 1904 Luca Beltrami diffuse un appello per la costituzione di una Raccolta Vinciana presso il Castello Sforzesco, con tutte le pubblicazioni riguardanti Leonardo in vista del quarto centenario della sua morte nel 1919. L'appello fu pubblicato dal Corriere della Sera e dall'Archivio Storico Lombardo.
(Estratto dall'appello del 25 dicembre 1904)
Costituita il 30 gennaio 1905, la Raccolta Vinciana venne legata all'Archivio Storico Civico di Milano diretto da Ettore Verga.
Già nel 1905 iniziarono le donazioni di pubblicazioni riguardanti Leonardo per arricchire la Raccolta; Beltrami donò copia di tutte le proprie numerose pubblicazioni.
Ebbe inizio anche la pubblicazione della rivista «Raccolta Vinciana» di cui si occupò lo stesso Verga. Beltrami sostenne le spese per la pubblicazione della rivista per i primi anni (dal 1913 iniziò ad essere pubblicata a spese del Comune di Milano).

## Successivi sviluppi
Dopo la Seconda guerra mondiale venne separato dall'Archivio Storico Civico e trasformato in ente morale, riconosciuto nel 1955.

## Direttori
- Ettore Verga
- Francesco Flora
- Anna Maria Brizio
- Augusto Marinoni
- Pietro C. Marani